# Signed Sealed Delivered (album)
Signed Sealed Delivered è il quinto album di Craig David pubblicato nel 2010.
L'album è composto interamente da cover di grandi hits americane del passato, tra cui: I Heard It Through the Grapevine e Mercy Mercy me di Marvin Gaye, Papa Was a Rollin' Stone dei The Temptations e Signed, Sealed, Delivered di Stevie Wonder.
Nella versione scaricabile da iTunes il cantante duetta con la cantante salentina Emma nel brano (Sittin on) the dock of the bay.

## Tracce
1. One More Lie (Standing in the Shadow)
2. Signed, Sealed, Delivered (I'm Yours)
3. All Alone Tonight (Stop, Look, Listen)
4. I Heard It Through the Grapevine
5. Just My Imagination
6. For Once in My Life
7. (Sittin' On) The Dock of the Bay
8. Mercy Mercy Me
9. I Wonder Why
10. Papa Was a Rollin' Stone
11. Let's Stay Together
12. This Could Be Love

## Classifiche
| Paese             | Posizione più alta |
| ----------------- | ------------------ |
| Australia         | 24                 |
| Belgio (Fiandre)  | 34                 |
| Belgio (Vallonia) | 76                 |
| Grecia            | 13                 |
| Italia            | 56                 |
| Paesi Bassi       | 93                 |
| Regno Unito       | 13                 |
| Spagna            | 14                 |
| Svizzera          | 93                 |